# Habenaria genuflexa
Habenaria genuflexa är en orkidéart som beskrevs av Alfred Barton Rendle. Habenaria genuflexa ingår i släktet Habenaria och familjen orkidéer. Inga underarter finns listade i Catalogue of Life.